# Frane Dumanić
Frane Dumanić bio je istaknuti igrač RNK Split prije Drugog svjetskog rata. 

## Igračka karijera
Rođeni Varošanin, iznimno talentiran, nastupio je za prvu momčad Splita već s 14 godina, u vrijeme kada je njegov klub igrao tzv. "ponovljene kvalifikacije" za Nacionalnu ligu.
Igrajući na mjestu lijevog krila, bio je jedan od nositelja igre Splita u drugoj polovici 30-ih. Postigao je jedini pogodak na utakmici Split - Majstor s mora u zadnjoj utakmici prvenstva Splita 1939. godine. Tom pobjedom RSK Split je osvojio prvenstvo i izborio nastup u novoosnovanoj Hrvatsko-slovenskoj ligi. 

Dumanić je svoju nogometnu karijeru prekinuo 1940. kada odlazi na odsluženje vojnog roka. Početkom rata odbija ponudu talijanskog okupatora da nastavi igrati nogomet rekavši "Ja sam igrač Splita".

Nakon rata, obavlja razne dužnosti po bivšoj državi. U grad pod Marjanom vraća se 1950. i potom ulazi u rukovodstvo RSD Split gdje ostaje do druge polovice 60-ih godina 20. stoljeća.